# Pan-Amerikaanse kampioenschappen schermen 2007
De Pan-Amerikaanse kampioenschappen schermen 2007 waren de tweede editie van het sportevenement. Het kampioenschap vond plaats in het Canadese Montreal van 27 tot en met 31 augustus 2007. 

## Medailles

### Mannen
| Onderdeel   | Goud                      | Goud                                                                    | Zilver                    | Zilver                                                           | Brons                                          | Brons                                                  |
| ----------- | ------------------------- | ----------------------------------------------------------------------- | ------------------------- | ---------------------------------------------------------------- | ---------------------------------------------- | ------------------------------------------------------ |
| Degen       | Vlag van Venezuela        | Silvio Fernández                                                        | Vlag van Verenigde Staten | Weston Kelsey                                                    | Vlag van Verenigde Staten · Vlag van Chili     | Cody Mattern Paris Inostroza                           |
| Floret      | Vlag van Verenigde Staten | Gerek Meinhardt                                                         | Vlag van Canada           | Joshua McGuire                                                   | Vlag van Verenigde Staten · Vlag van Canada    | Jonathan Tiomkin Nicolas Teisseire                     |
| Sabel       | Vlag van Verenigde Staten | Keeth Smart                                                             | Vlag van Verenigde Staten | Timothy Morehouse                                                | Vlag van Verenigde Staten · Vlag van Venezuela | Jason Rogers Carlos Bravo                              |
| Degen team  | Vlag van Canada           | Tigran Bajgoric Tarsch Bakos Tomy Linteau Igor Tikhomirov               | Vlag van Venezuela        | Silvio Fernández Francisco Limardo Rubén Limardo Wolfgang Mejías | Vlag van Verenigde Staten                      | Seth Kelsey Cody Mattern Soren Thompson Benjamin Ungar |
| Floret team | Vlag van Canada           | Julien Gaudreau-Pollender Joshua McGuire Nicolas Teisseire Marek Wojcik | Vlag van Verenigde Staten | Jedediah Dupree Andras Horanyi Gerek Meinhardt Jonathan Tiomkin  | Vlag van Brazilië                              | Fernando Scavasin Heitor Shimbo Joao Antonio Souza     |
| Sabel team  | Vlag van Verenigde Staten | Ivan Lee Timothy Morehouse Jason Rogers Keeth Smart                     | Vlag van Canada           | Philippe Beaudry Michel Boulos Nicolas Mayer Mark Peros          | Vlag van Venezuela                             | Carlos Bravo Hernán Jansen Eliecer Rincones Luis Silva |

### Vrouwen
| Onderdeel   | Goud                      | Goud                                                                      | Zilver                    | Zilver                                                                | Brons                                       | Brons                                                         |
| ----------- | ------------------------- | ------------------------------------------------------------------------- | ------------------------- | --------------------------------------------------------------------- | ------------------------------------------- | ------------------------------------------------------------- |
| Degen       | Vlag van Canada           | Catherine Dunnette                                                        | Vlag van Verenigde Staten | Kelley Hurley                                                         | Vlag van Verenigde Staten · Vlag van Canada | Courtney Hurley Sherraine Schalm-Mackay                       |
| Floret      | Vlag van Verenigde Staten | Hanna Thompson                                                            | Vlag van Verenigde Staten | Erinn Smart                                                           | Vlag van Verenigde Staten · Vlag van Canada | Emily Cross Jujie Luan                                        |
| Sabel       | Vlag van Verenigde Staten | Rebecca Ward                                                              | Vlag van Verenigde Staten | Sada Jacobson                                                         | Vlag van Canada · Vlag van Verenigde Staten | Sandra Sassine Mariel Zagunis                                 |
| Degen team  | Vlag van Canada           | Catherine Dunnette Julie Leprohon Sherraine Schalm-Mackay Ainsley Switzer | Vlag van Verenigde Staten | Lacey Burt Courtney Hurley Kelley Hurley Maya Lawrence                | Vlag van Venezuela                          | Endrina Álvarez Eliana Lugo Maria Martinez                    |
| Floret team | Vlag van Verenigde Staten | Emily Cross Erinn Smart Hanna Thompson Iris Zimmermann                    | Vlag van Venezuela        | Johana Fuenmayor Mariana González Marianny Rincones Yulitza Suarez    | Vlag van Canada                             | Elise Daoust Jujie Luan Monica Peterson Annie-Claude Therrien |
| Sabel team  | Vlag van Verenigde Staten | Sada Jacobson Rebecca Ward Dagmara Wozniak Mariel Zagunis                 | Vlag van Canada           | Julie Cloutier Olga Ovtchinnikova Wendy Saschenbrecker Sandra Sassine | Vlag van Venezuela                          | Alejandra Benítez Grisel Daly Nulexis Gonzalez Yenny Nieves   |

## Medaillespiegel
| Plaats | Land             | NOC    | Goud | Zilver | Brons | Totaal |
| ------ | ---------------- | ------ | ---- | ------ | ----- | ------ |
| 1      | Verenigde Staten | USA    | 7    | 7      | 7     | 21     |
| 2      | Canada           | CAN    | 4    | 3      | 5     | 12     |
| 3      | Venezuela        | VEN    | 1    | 2      | 4     | 7      |
| 4      | Brazilië         | BRA    | 0    | 0      | 1     | 1      |
| 4      | Chili            | CHI    | 0    | 0      | 1     | 1      |
| Totaal | Totaal           | Totaal | 12   | 12     | 18    | 42     |